# Thrixspermum odoratum
Thrixspermum odoratum är en orkidéart som beskrevs av X.Q.Song, Q.W.Meng och Yi Bo Luo. Thrixspermum odoratum ingår i släktet Thrixspermum och familjen orkidéer. Inga underarter finns listade i Catalogue of Life.